# Match-play
Le match-play (ou partie par trous) est une formule de calcul de score au golf (différente du stroke-play [ou partie par coups]). Il est décrit à la règle 2 des règles de golf. Dans les tournois professionnels masculins de golf, peu de tournois sont organisés selon cette formule. On peut citer la Ryder Cup qui oppose une équipe américaine à une européenne, la President Cup entre une équipe américaine et une équipe du reste du monde (non européenne) ou encore le championnat du monde de match-play.
Parmi les épreuves féminines en match-play on peut citer la Solheim Cup, équivalent féminin de la Ryder Cup. Le PGA Championship, un des 4 tournois majeurs, qui était à l'origine un tournoi de match-play, est devenu stroke-play en 1958.
Contrairement au stroke-play, qui a pour unité le coup, l'unité de score du match-play est le trou. À chaque trou peut être gagné un point. Le golfeur qui a le plus petit score sur un trou gagne un point. Si des golfeurs sont à égalité, alors le trou est considéré comme partagé.
Une partie jouée en match play n'oppose que deux adversaires, joueurs ou équipes.
Au début du jeu, les scores sont à zéro. Les scores sont enregistrés dans le sens où un joueur mène devant un autre joueur. Par exemple, si un joueur A a remporté 3 trous, et que le joueur B a remporté un trou et qu'ils en ont partagé 2 (ou plus), on dit que le joueur A mène la partie, par « 2-up » (3 trous gagnés moins 1 trou perdu). Si par contre, on lit le score du joueur mené, on dira qu'il est "2-down".
Un joueur qui mène par N trou(s) avec N trou(s) restant à jouer est déclaré « dormie », ce qui signifie qu'il n'a besoin que d'un trou à égalité pour gagner le match (ou inversement, que son adversaire doit remporter tous les trous restant à jouer pour partager le match, faire en quelque sorte match nul, mais ne pourra plus le gagner).
La partie est finie du moment que le joueur qui perd (qui est N down) ne peut plus rattraper le joueur qui mène (qui est N up).
Le score final en match-play peut être déclaré de 3 façons :
- 1 trou ou 2 trous (1 up ou 2 up), ce qui signifie que les 18 trous ont été joués et que le vainqueur est en tête par un trou ou deux trous. Il n'est pas possible de gagner 3up puisque dans ce cas là, le joueur a déjà gagné à la fin du trou 17.
- M et N, où M est un ou deux de plus que N, signifie que (18 - N) trous ont été joués et que le vainqueur mène par M trous. Cela indique que la vainqueur mène par plus de trous que le nombre de trous restant à jouer, donc le match n'a pas besoin d'être mené à son terme. Pour les mêmes raisons qu'avant, il est impossible M soit 3 de plus que N. La plus grande marge qu'un joueur peut avoir sur un parcours en 18 trous est 10 et 8, ce qui signifie qu'il a remporté les 10 premiers trous. Par exemple, si le score du match est « 4 et 2 », cela signifie que les deux joueurs ont joué chacun 16 trous et que la marge est de 4 trous.
- Xe trou, où X est plus grand que 18. Cela indique que les joueurs sont à égalité après 18 trous et qu'ils ont joué une mort subite pour (X - 18) trous jusqu'à ce qu'un joueur ait raté un trou.